# Moodiesburn
Moodiesburn est un village situé dans le North Lanarkshire, en Écosse.